# Seniorenzentrum
Der Begriff Seniorenzentrum hat zwei unterschiedliche Bedeutungen. Er kann eine Begegnungsstätte für ältere Menschen bezeichnen – vergleichbar einem Jugendzentrum. Hierbei wird häufig auch versucht, Generationen-übergreifend Personen unterschiedlichen Alters zusammenzubringen. Meistens wird er jedoch für Altenwohn- oder Pflegeeinrichtungen verwendet.

## Seniorenbegegnungszentren
Hierbei steht das gemeinschaftliche Handeln der Besucher im Vordergrund. Angeboten werden z. B. gemeinsame Mahlzeiten, handwerkliche Kurse, Singen und Spielen, gemeinsame Spaziergänge oder Kurzreisen, Internet-Kurse sowie allgemeine Informationen. Eine solche Begegnungsstätte – auch Seniorentreffpunkt genannt – liegt meistens stadtteilnah und, sofern in kirchlicher Trägerschaft, auch kirchennah. Zu unterscheiden davon sind Begegnungsstätten für „Jung und Alt“, die einen Großteil ihrer Arbeit Kindern und Familien widmen (Schülernachhilfe etc.). Zunehmend Bedeutung erhalten auch Einrichtungen kultureller Art für ältere Menschen mit Migrationshintergrund, beispielsweise Zentren für ehemals als Gastarbeiter eingereiste Griechen oder Türken.

## Altenwohneinrichtungen
Der Begriff Seniorenzentrum will hier negativen gedanklichen Verknüpfungen mit dem Wort „Alter“ ausweichen. „Zentrum“ weist aber auch auf ein gegenüber einfachen Alten- oder Pflegeheimen größeres Angebot hin. So gehören auch Kurzzeitplätze zur zeitweiligen Unterbringung pflegebedürftiger älterer Menschen, beispielsweise um pflegenden Familienangehörigen eine Pflegepause zu ermöglichen, zum Angebot. Besondere Beachtung sollen auch Außenkontakte finden, ein Café als Teil der Einrichtung kann für Senioren aus der Umgebung geöffnet werden, kulturelle Veranstaltungen ermöglichen Kontakte zu anderen Einrichtungen und zum angrenzenden Gemeindebereich.
Die Bezeichnung Seniorenzentrum wird gelegentlich auch für Einrichtungen des betreuten Wohnens für Senioren verwendet. Häufig gibt es dort verschiedene Angebote zur stationären, evtl. auch zur ambulanten Versorgung (Sozialstation).

## Wohn- und Begegnungsstätte für Senioren
Die Kombination beider Begriffsbedeutungen wird von einigen größeren Einrichtungen angestrebt, die neben einem Wohn- und Pflegebereich auch die allgemeine Begegnung von Senioren ermöglichen wollen. Solche Seniorenzentren sind offen für jeden und bieten daher oft ein Restaurant und zahlreiche kulturelle Angebote nicht nur für Heimbewohner an.
Es gibt Projekte, in denen Senioren und Kinder unter professioneller Begleitung zu gemeinsamen Aktivitäten zusammenkommen, beispielsweise im Rahmen eines Projektes in Hamburg mit gemeinsamem Trommeln, Kochen und Basteln von Senioren und Kindern einer Kindertagesstätte. Die Möglichkeiten, Wirkungen und Grenzen intergenerativer Begegnungen sind Gegenstand wissenschaftlicher Forschung.